# Phillip Island Trophy
Phillip Island Trophy – żeński turniej tenisowy kategorii WTA 250 zaliczany do cyklu WTA Tour, rozgrywany na kortach twardych w Melbourne w sezonie 2021.
Zmagania odbywały się na kortach Melbourne Park, na których w tym samym czasie trwają zawody w ramach Australian Open. Możliwość wzięcia udziału w imprezie miały tenisistki, które odpadły we wczesnych rundach tego turnieju wielkoszlemowego.

## Mecze finałowe

### Gra pojedyncza kobiet
| Rok  | Zwyciężczyni    | Finalistka     | Wynik         |
| 2021 | Darja Kasatkina | Marie Bouzková | 4:6, 6:2, 6:2 |

### Gra podwójna kobiet
| Rok  | Zwyciężczynie                  | Finalistki                        | Wynik          |
| 2021 | Ankita Raina Kamilla Rachimowa | Anna Blinkowa Anastasija Potapowa | 2:6, 6:4, 10–7 |